# Heinsdorfergrund
Heinsdorfergrund (tyska: [ˈhaɪ̯nsdɔʁfɐˌɡʁʊnt]
 ( lyssna)) är en kommun i Vogtlandkreis i förbundslandet Sachsen i Tyskland. Kommunen har cirka 1 900 invånare.
Kommunen ingår i förvaltningsområdet Reichenbach im Vogtland tillsammans med kommunen Reichenbach im Vogtland.